# 전기수 (가수)
전기수(1985년 6월 21일 ~ )는 대한민국의 가수다.

## 방송
- 오! 나의 파트, 너 (2020)
- 브이에스 (2023) - Top36
- 미스터트롯3 (2024) - Top101

## 음반
- STAY (2020)
- HELLO WORLD (2022)

## 공연
- 한국&독일 파독 50주년 기념행사
- 한국, 독일 수교 140주년 공연

- 2023년 제 27회 왕평가요제 금상
- 김광석 나의 노래 다시 부르기 장려상 (2017)
- 크러쉬온더보이스 오디션 입상 (2018)